# Augustin z Revengy
Blahoslavený Augustin z Revengy (†1569, Alcalá de Henares) byl španělský řeholník Řádu mercedariánských rytířů.

## Život
Pocházel z vážené rodiny a po čase vstoupil k mercedariánským rytířům. Vynikal prací a ctnostmi. V klášteře Neposkvrněného početí v Alcale byl slavným teologem a od roku 1545 rektorem. Většinu dní ve svém životě se postil, spal na zemi a téměř celou noc strávil v modlitbě a rozjímání. Zemřel roku 1569 a jeho tělo bylo pohřbeno v kostele téhož kláštera.
Jeho svátek připadá na 9. prosince.